# Roman Garibay
Roman Garibay (ur. 30 października 1988) – meksykański lekkoatleta, wieloboista.
Złoty medalista mistrzostw kraju.

## Osiągnięcia
| Rok  | Impreza                               | Miejsce   | Konkurencja   | Pozycja     | Wynik     |
| ---- | ------------------------------------- | --------- | ------------- | ----------- | --------- |
| 2005 | Mistrzostwa świata juniorów młodszych | Marrakesz | ośmiobój      | 14. miejsce | 5737 pkt. |
| 2012 | Mistrzostwa NACAC w wielobojach       | Ottawa    | dziesięciobój | 3. miejsce  | 7149 pkt. |
| 2014 | Igrzyska Ameryki Środkowej i Karaibów | Xalapa    | dziesięciobój | 3. miejsce  | 7243 pkt. |